# Xylocopinae
Xylocopinae — підродина перетинчастокрилих комах родини бджолиних (Apidae).

## Опис
Більшість типів бджіл дрібні та стрункі, але рід Xylocopa включає великі, кремезні форми, довжиною тіла до 35 мм і є одними з найбільших бджіл. Обличчя у них відносно пласке, щонайбільше з трохи виступаючою верхньою губою. Язичок увінчаний добре розвиненою ложкою (flabellum). Передня пара ніг явно ширше довгих стегон. Лапки задньої пари ніг відрізняються тонким, дуже злегка сплощеним базовим елементом, позбавленим кисті і верхівкового відростка. У самиць кисті на задніх лапах розвинені досить слабо, а у паразитичних видів вони взагалі не зустрічаються. Черевце самиць характеризується зменшеною до ості або зовсім відсутньою пігідіальною пластинкою За винятком роду Manuelia, самці мають сьому черевну грудину у формі поперечної балки з невеликим центральним диском і трабекулярну восьму грудину, оснащену спікулумом, але без верхівкового відростка.

## Поведінка
За винятком підроду Proxylocopa, усі представники підродини гніздяться в мертвому рослинному матеріалі. Вони риють нори в гнилій або твердій деревині, у стеблах чи галлах, або використовують наявні порожні місця в двох останніх. Проксилокопа гніздиться в ґрунті. Allodapini не утворюють сот для розмноження, тоді як у інших груп, за винятком Proxylocopa, соти покриті дуже тонким шаром секрету. Грудочки пилку, в які відкладаються окремі яйця, сухі, компактні і мають форму буханки. Часто більше ніж одна бджола використовує одне гніздо (субосоціальність), але розподіл обов'язків між старшими та молодшими бджолами в гнізді буває рідко (напівсоціальність або еусоціальність).

## Триби
- Xylocopini включає один рід Xylocopa, поширені по всьому світу на всіх континентах, крім Антарктиди.
- Ceratinini включає один рід Ceratina, поширений у всьому світі.
- Manueliini включає один рід Manuelia з трьома видами, що поширені у Чилі та на заході Аргентини.[1]
- Allodapini обмежені Африкою на південь від Сахари, Мадагаскаром, Південно-Східною Азією та Австралазією , а рідкісний рід Exoneuridia також зустрічається в гірських регіонах Близького Сходу.
- Boreallodapini - викопна триба, що відома лише у бурштині.[1]